# Grande Prêmio da Áustria de 2019
O Grande Prêmio da Áustria de 2019 (formalmente denominado Formula 1 Eyetime Großer Preis von Österreich 2019) foi a nona etapa da temporada de 2019 da Fórmula 1. Disputada em 30 de junho de 2019 no Red Bull Ring, Spielberg, Áustria.

## Resultados

### Treino Classificatório
| 1                        | 16 | Charles Leclerc    | Ferrari                   | 1:04.138 | 1:03.378 | 1:03.003 | 1   |
| 2                        | 44 | Lewis Hamilton     | Mercedes                  | 1:03.818 | 1:03.803 | 1:03.262 | 41  |
| 3                        | 33 | Max Verstappen     | Red Bull-Honda            | 1:03.807 | 1:03.835 | 1:03.439 | 2   |
| 4                        | 77 | Valtteri Bottas    | Mercedes                  | 1:04.084 | 1:03.863 | 1:03.537 | 3   |
| 5                        | 20 | Kevin Magnussen    | Haas-Ferrari              | 1:04.778 | 1:04.466 | 1:04.072 | 102 |
| 6                        | 4  | Lando Norris       | McLaren-Renault           | 1:04.361 | 1:04.211 | 1:04.099 | 5   |
| 7                        | 7  | Kimi Raikkonen     | Alfa Romeo-Ferrari        | 1:04.615 | 1:04.056 | 1:04.166 | 6   |
| 8                        | 99 | Antonio Giovinazzi | Alfa Romeo-Ferrari        | 1:04.450 | 1:04.194 | 1:04.179 | 7   |
| 9                        | 10 | Pierre Gasly       | Red Bull-Honda            | 1:04.412 | 1:03.988 | 1:04.199 | 8   |
| 10                       | 5  | Sebastian Vettel   | Ferrari                   | 1:04.430 | 1:03.667 | No time  | 9   |
| 11                       | 8  | Romain Grosjean    | Haas-Ferrari              | 1:04.552 | 1:04.490 | —        | 11  |
| 12                       | 27 | Nico Hülkenberg    | Renault                   | 1:04.733 | 1:04.516 | —        | 153 |
| 13                       | 23 | Alexander Albon    | Toro Rosso-Honda          | 1:04.708 | 1:04.665 | —        | 184 |
| 14                       | 3  | Daniel Ricciardo   | Renault                   | 1:04.647 | 1:04.790 | —        | 12  |
| 15                       | 55 | Carlos Sainz Jr.   | McLaren-Renault           | 1:04.453 | 1:13.601 | —        | 194 |
| 16                       | 11 | Sergio Pérez       | Racing Point-BWT Mercedes | 1:04.789 | —        | —        | 13  |
| 17                       | 18 | Lance Stroll       | Racing Point-BWT Mercedes | 1:04.832 | —        | —        | 14  |
| 18                       | 26 | Daniil Kvyat       | Toro Rosso-Honda          | 1:05.324 | —        | —        | 16  |
| 19                       | 63 | George Russell     | Williams-Mercedes         | 1:05.904 | —        | —        | PL5 |
| 20                       | 88 | Robert Kubica      | Williams-Mercedes         | 1:06.206 | —        | —        | 17  |
| Tempo dos 107%: 1:08.273 |    |                    |                           |          |          |          |     |
| Fonte:                   |    |                    |                           |          |          |          |     |

Notas
Notas

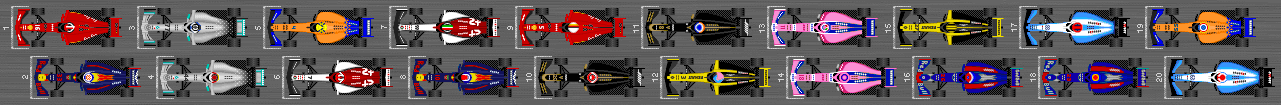
Grid de Largada

- ↑ 1  - Lewis Hamilton recebeu uma penalidade de grid de três pontos por impedir Kimi Räikkönen durante a classificação. No entanto, devido à forma como as penalidades foram aplicadas, Hamilton deixa dois lugares em vez de três e ele começa em quarto.
- ↑ 2  - Kevin Magnussen recebeu uma penalidade de grade de cinco lugares por uma troca de caixa de velocidades não programada.
- ↑ 3  - Nico Hülkenberg recebeu uma penalidade de grade de cinco lugares por exceder sua cota para componentes de unidade de poder.
- ↑ 4  - Alexander Albon e Carlos Sainz Jr. são obrigados a iniciar a partir da parte de trás da rede para exceder suas cotas para componentes da unidade de energia.
- ↑ 5  -  George Russell recebeu uma penalidade de grid de três lugares por impedir Daniil Kvyat durante as eliminatórias. Além disso, ele é obrigado a começar a partir do pit lane para mudar sua asa dianteira sob condições de parc fermé.

### Corrida
| 1                                                                      | 33 | Max Verstappen     | Red Bull-Honda            | 71 | 1:22:01.822 | 2  | 261 |
| 2                                                                      | 16 | Charles Leclerc    | Ferrari                   | 71 | +2.724      | 1  | 18  |
| 3                                                                      | 77 | Valtteri Bottas    | Mercedes                  | 71 | +18.960     | 3  | 15  |
| 4                                                                      | 5  | Sebastian Vettel   | Ferrari                   | 71 | +19.610     | 9  | 12  |
| 5                                                                      | 44 | Lewis Hamilton     | Mercedes                  | 71 | +22.805     | 4  | 10  |
| 6                                                                      | 4  | Lando Norris       | McLaren-Renault           | 70 | +1 lap      | 5  | 8   |
| 7                                                                      | 10 | Pierre Gasly       | Red Bull-Honda            | 70 | +1 lap      | 8  | 6   |
| 8                                                                      | 55 | Carlos Sainz       | McLaren-Renault           | 70 | +1 lap      | 19 | 4   |
| 9                                                                      | 7  | Kimi Räikkönen     | Alfa Romeo-Ferrari        | 70 | +1 lap      | 6  | 2   |
| 10                                                                     | 99 | Antonio Giovinazzi | Alfa Romeo-Ferrari        | 70 | +1 lap      | 7  | 1   |
| 11                                                                     | 11 | Sergio Pérez       | Racing Point-BWT Mercedes | 70 | +1 lap      | 16 |     |
| 12                                                                     | 3  | Daniel Ricciardo   | Renault                   | 70 | +1 lap      | 12 |     |
| 13                                                                     | 27 | Nico Hülkenberg    | Renault                   | 70 | +1 lap      | 15 |     |
| 14                                                                     | 18 | Lance Stroll       | Racing Point-BWT Mercedes | 70 | +1 lap      | 17 |     |
| 15                                                                     | 23 | Alexander Albon    | Toro Rosso-Honda          | 70 | +1 lap      | 18 |     |
| 16                                                                     | 8  | Romain Grosjean    | Haas-Ferrari              | 70 | +1 lap      | 11 |     |
| 17                                                                     | 26 | Daniil Kvyat       | Toro Rosso-Honda          | 70 | +1 lap      | 16 |     |
| 18                                                                     | 63 | George Russel      | Williams-Mercedes         | 69 | +2 laps     | PL |     |
| 19                                                                     | 20 | Kevin Magnussen    | Haas-Ferrari              | 69 | +2 laps     | 10 |     |
| 20                                                                     | 88 | Robert Kubica      | Williams-Mercedes         | 68 | +3 laps     | 17 |     |
| Volta mais Rápida: Max Verstappen (Red Bull-Honda) - 1:07.475 (lap 60) |    |                    |                           |    |             |    |     |
| Fonte:                                                                 |    |                    |                           |    |             |    |     |

## Curiosidade
- Primeira vitória de um motor Honda desde o Grande Prêmio da Hungria de 2006, que foi vencida por Jenson Button.
- Pódio mais jovem da história na média, com 24,6 anos.
- Primeira vez que Lewis Hamilton fica fora do pódio desde o Grande Prêmio do México de 2018.
- Primeira vitória de um carro que não da Mercedes nesta temporada, depois de 8 corridas.
- Primeiro ponto de Antonio Giovinazzi na Fórmula 1.
- Primeiro italiano a pontuar na F1 desde Vitantonio Liuzzi no GP da Coreia de 2010, quando terminou em sexto.
- Nesta corrida não houve abandonos, o que já não ocorria desde o GP da China de 2018. Foi a sétima vez na história da F1 que todos os carros completaram a prova.

## Voltas na Liderança
- Commons

| Nº de Voltas | Piloto          | Voltas |
| ------------ | --------------- | ------ |
| 1-21; 32-68  | Charles Leclerc | 57     |
| 22-30        | Lewis Hamilton  | 8      |
| 31; 69-71    | Max Verstappen  | 3      |

## 2019DHLFastest Pit Stop Award

### Resultado
| 1      |  |  |  |  | 25 |
| 2      |  |  |  |  | 18 |
| 3      |  |  |  |  | 15 |
| 4      |  |  |  |  | 12 |
| 5      |  |  |  |  | 10 |
| 6      |  |  |  |  | 8  |
| 7      |  |  |  |  | 6  |
| 8      |  |  |  |  | 4  |
| 9      |  |  |  |  | 2  |
| 10     |  |  |  |  | 1  |
| Fonte: |  |  |  |  |    |

### Classificação
| Tabela do DHL Fastest Pit Stop Award \| Pos \| Construtor \| Pontos \| \| --- \| ---------- \| ------ \| \| 1 \| \| \| \| 2 \| \| \| \| 3 \| \| \| \| 4 \| \| \| \| 5 \| \| \| \| 6 \| \| \| \| 7 \| \| \| \| 8 \| \| \| \| 9 \| \| \| \| 10 \| \| \| |            |        |
| Pos | Construtor | Pontos |
| 1 |            |        |
| 2 |            |        |
| 3 |            |        |
| 4 |            |        |
| 5 |            |        |
| 6 |            |        |
| 7 |            |        |
| 8 |            |        |
| 9 |            |        |
| 10 |            |        |

## Tabela do campeonato após a corrida
Somente as cinco primeiras posições estão incluídas nas tabelas.
| Pos | Piloto           | Pontos | Var     |
| --- | ---------------- | ------ | ------- |
| 1   | Lewis Hamilton   | 197    | Estável |
| 2   | Valtteri Bottas  | 166    | Estável |
| 3   | Max Verstappen   | 126    | 1       |
| 4   | Sebastian Vettel | 123    | 1       |
| 5   | Charles Leclerc  | 105    | Estável |

| Pos | Construtor            | Pontos  |
| --- | --------------------- | ------- |
| 1   | Mercedes              | Estável |
| 2   | Ferrari               | Estável |
| 3   | Red Bull Racing-Honda | Estável |
| 4   | McLaren-Renault       | Estável |
| 5   | Renault               | Estável |